# Le Secret de Steve Warson
Le Secret de Steve Warson est le vingt-huitième tome de la série Michel Vaillant. Il a pour cadre l'affrontement entre Vaillante et Leader aux 500 miles d'Indianapolis.

## Synopsis
Michel Vaillant se blesse au bras à la suite d'un accident survenu lors du grand prix de Belgique de formule 1 et il doit renoncer à disputer les 500 miles d'Indianapolis aux côtés de Steve Warson. Celui-ci propose de le remplacer par Ruth, alias Jo Barett, qui avait failli le battre à Indianapolis lors de la précédente édition. Les essais à Indianapolis sont prometteurs pour Ruth. Mais la veille de la course, la jeune femme est bouleversée après avoir reçu une lettre de son père qu'elle n'a pas connu. En regardant la lettre de plus près, Steve découvre l'identité de ce mystérieux personnage...

## Véhicules remarqués

### Monoplaces
- Ferrari 312 T
- Brabham BT44B
- Tyrrell 007
- McLaren M23
- Parnelli VPJ4
- Hesketh 308C
- Eagle 74
- Coyote 75

### Voitures de série
- Pontiac Astre 1974
- Lincoln Continental Mark IV
- Lotus Elite 75

## Publication

### Revues
Les planches du Secret de Steve Warson furent publiées dans le Journal de Tintin entre le 1er juillet et le 2 septembre 1975 (no 27/75 à 36/75).

### Album
Le premier album fut publié aux Éditions du Lombard en 1975 (dépôt légal 11/1975).